# ۳۸۳ (پیش از میلاد)
۳۸۳ (پیش از میلاد) ۳۸۳مین سال قبل از تقویم میلادی است.